# 中国驻阿盟全权代表列表
本列表为中華人民共和國驻阿拉伯国家联盟历任全权代表名录。

## 历任中国驻阿盟全权代表

### 中华人民共和国驻阿盟全权代表（2005年至今）
2004年1月，中阿合作论坛宣布成立，标志着中国与阿拉伯国家联盟的合作关系进入新阶段。阿拉伯国家联盟在于2005年9月8日召开的第124届外长理事会上通过了接受中国向阿拉伯国家联盟派驻全权代表的决议。截至2005年11月，向阿拉伯国家联盟派驻全权代表的国家除其成员国外只有俄罗斯和中国。
| 姓名   | 任命 | 到任           | 递交任命书     | 免职 | 离任       | 外交衔级 | 外交职务 | 备注         | 备注 |
| ------ | ---- | -------------- | -------------- | ---- | ---------- | -------- | -------- | ------------ | ---- |
| 吴思科 |      |                | 2005年11月15日 |      | 2007年10月 | 大使     | 代表     | 驻埃及大使兼 |      |
| 武春华 |      | 2007年11月13日 | 2008年5月13日  |      | 2010年10月 | 大使     | 代表     | 驻埃及大使兼 |      |
| 宋爱国 |      | 2010年10月26日 | 2011年8月22日  |      | 2019年5月  | 大使     | 代表     | 驻埃及大使兼 |      |
| 廖力强 |      | 2019年6月14日  | 2019年9月18日  | 现任 |            | 大使     | 代表     | 驻埃及大使兼 |      |